# 新城郷

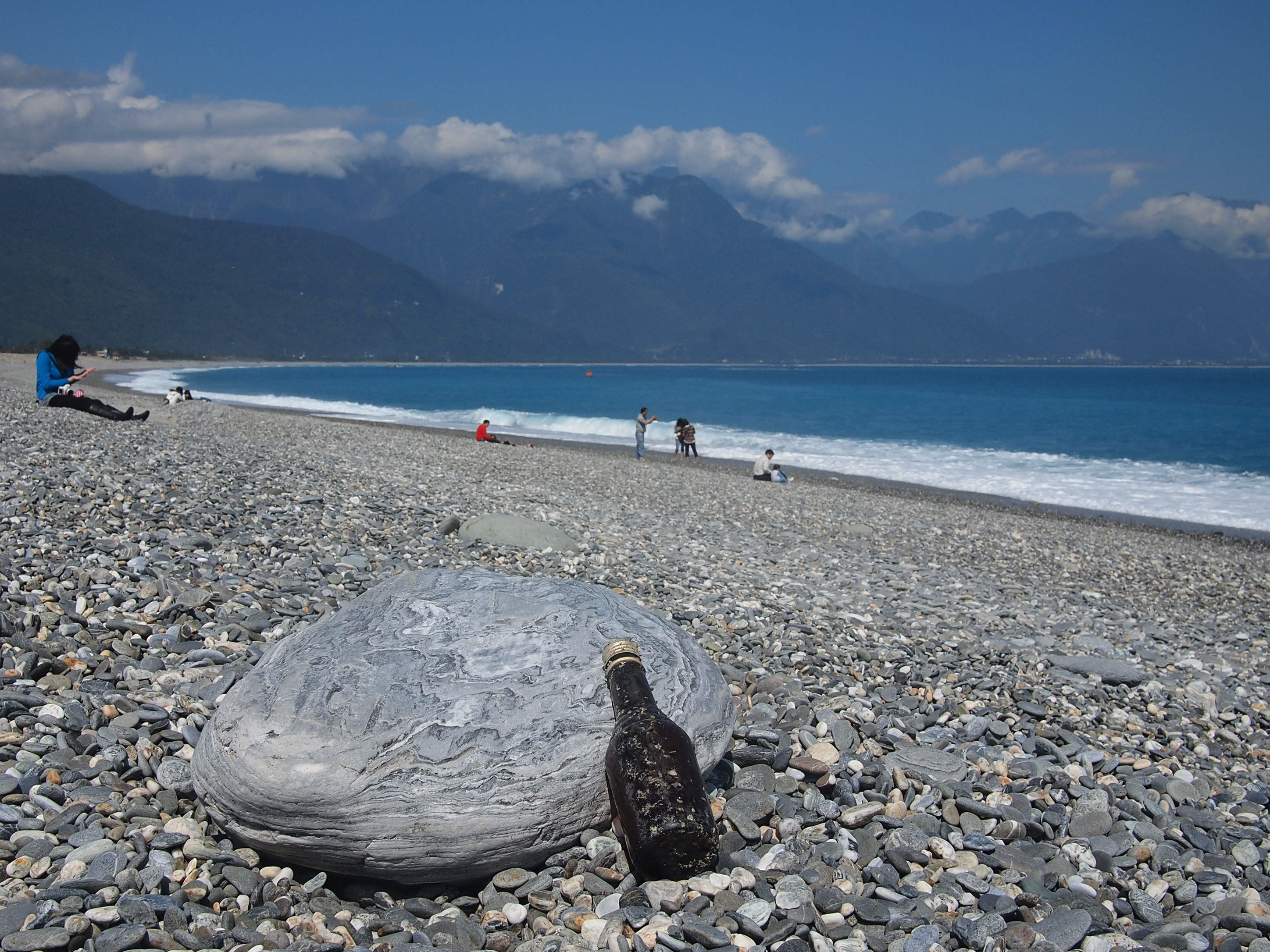
七星潭海岸と中央山脈

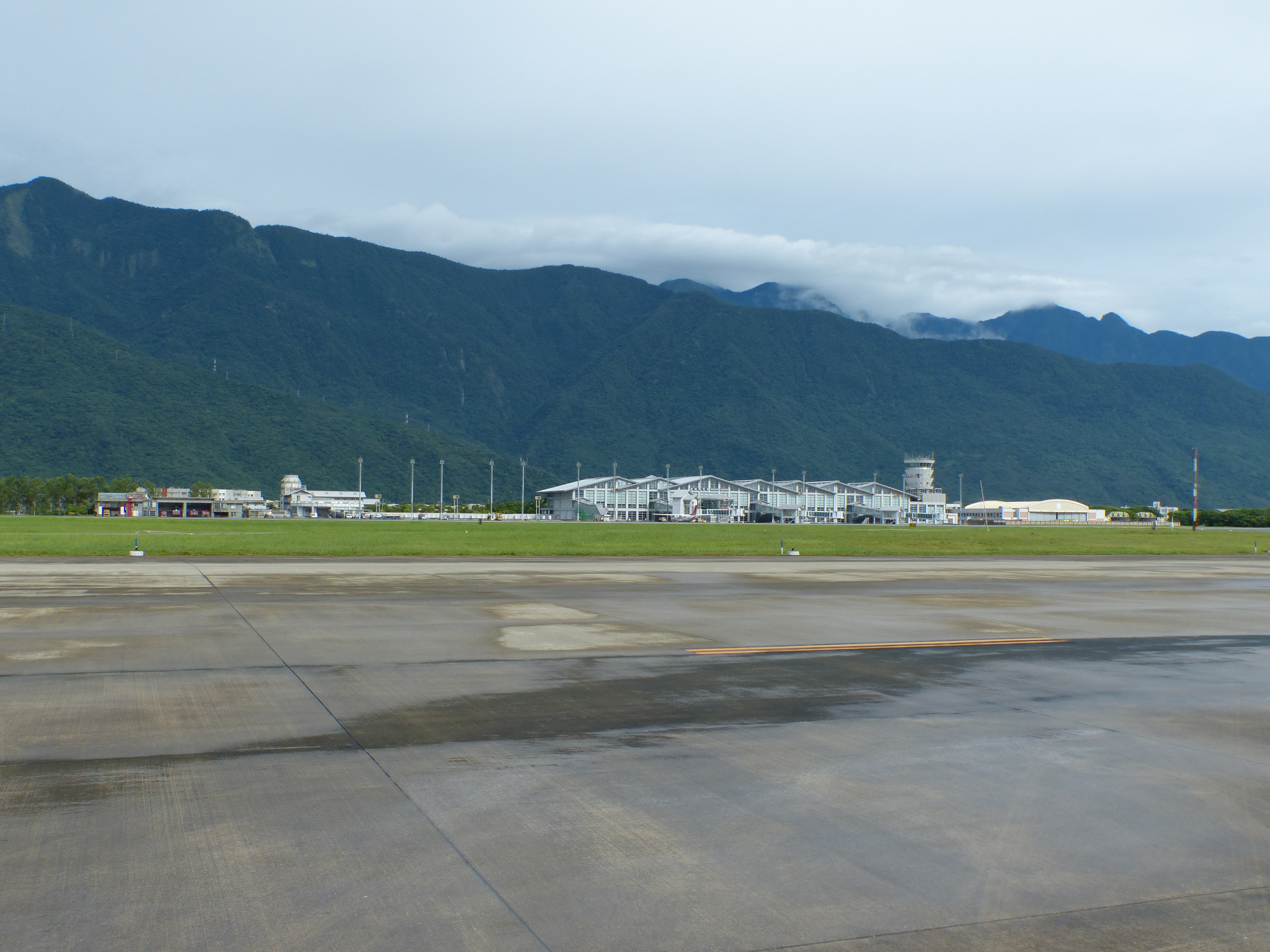
中華民国空軍花蓮基地内から望む花蓮空港旅客ターミナル

新城郷（シンチェン/しんじょう-きょう）は、台湾花蓮県の郷。
1896年に発生した、原住民族のタロコ族と日本人の衝突事件である、新城事件の舞台となったことで知られる。

## 地理
新城郷は花蓮県北部に位置し、北西は秀林郷と、南は花蓮市とそれぞれ接し、東は太平洋に面している。花蓮県で面積が最小の郷鎮であるが、台湾の国防上重要な佳山空軍基地を秀林郷との境界に有している。地勢は平原に属し平坦であり、その中を三桟渓およびスビキ渓が流れている。

## 歴史
新城郷は古くはタロコ語で「タロワン」と称され、漢人により「哆囉満」或いは「倒咯満」と表記されていた。清の嘉慶年間、淡水庁の住民である呉全が佃農を率いてこの地に入植を開始した。その際原住民であるタロコ族からの襲撃をしばしば受け、入植者は耕地を放棄して南部に移住したが、1875年、福建陸路提督の羅大春が兵を率いて蘇澳から花蓮に至る道路を建設し、この地に城を築いたことから現在の地名である「新城」と称されるようになった。
日本統治下に入ってから、日本人の原住民に対する対応への不満が高まったことから、1896年には、新城事件が発生した。
日本統治時代になった1914年、台湾総督の佐久間左馬太は軍隊を出動させタロコ族を平定、花蓮港庁新城支庁を設置した。その後佐久間総督の事跡を記念し、1920年の台湾地方改制の際に号の「研海」を採用して「研海支庁」と改名された。その後1937年に「研海庄」と改称され、花蓮港庁花蓮郡の管轄とされた。戦後は「新城」の旧名が復活し、花蓮県新城郷と改編され現在に至っている。

## 経済
農業と漁業が経済の中心である。
農業では、耕地面積944ヘクタールで、住民の約3割が従事している。パパイヤ、トウモロコシ、イネ、サツマイモの栽培が主で、スイカ、スターフルーツ、バナナ、ブンタンなども植えられている。
漁業は小型動力漁船を使った近海漁業と定置網漁が中心。カツオ、ギンカガミ、カジキ、タチウオ、サメ、マンボウ等が主な対象。鰹節加工業者が2社ある。淡水魚の養殖も行われており、ティラピア、コイ、オニテナガエビなどが主。
第二次産業では石材加工業が盛んで、花崗岩、大理石、蛇紋岩などの建材や大理石、玉の工芸品が製造されている。

## 行政区
| 村                                                             |
| -------------------------------------------------------------- |
| 康楽村、大漢村、順安村、新城村、佳林村、嘉里村、北埔村、嘉新村 |

## 歴代郷長
| 代 | 氏名 | 任期 |
| -- | ---- | ---- |

## 教育

### 技術学院
- 大漢技術学院

### 高級中学
- 私立海星高級中学

### 国民中学
- 花蓮県立新城国民中学
- 花蓮県立秀林国民中学

### 国民小学
- 花蓮県立新城国民小学
- 花蓮県立北埔国民小学
- 花蓮県立康楽国民小学
- 花蓮県立嘉里国民小学

## 交通
| 種別 | 路線名称         | その他                  |
| ---- | ---------------- | ----------------------- |
| 鉄道 | 北廻線           | 新城（太魯閣）駅 北埔駅 |
| 省道 | 台8線            | 中部横貫公路            |
| 省道 | 台9線            | 蘇花公路                |
| 県道 | 県道193号 (台湾) |                         |
| 空港 | 国内線           | 花蓮空港                |

## 観光

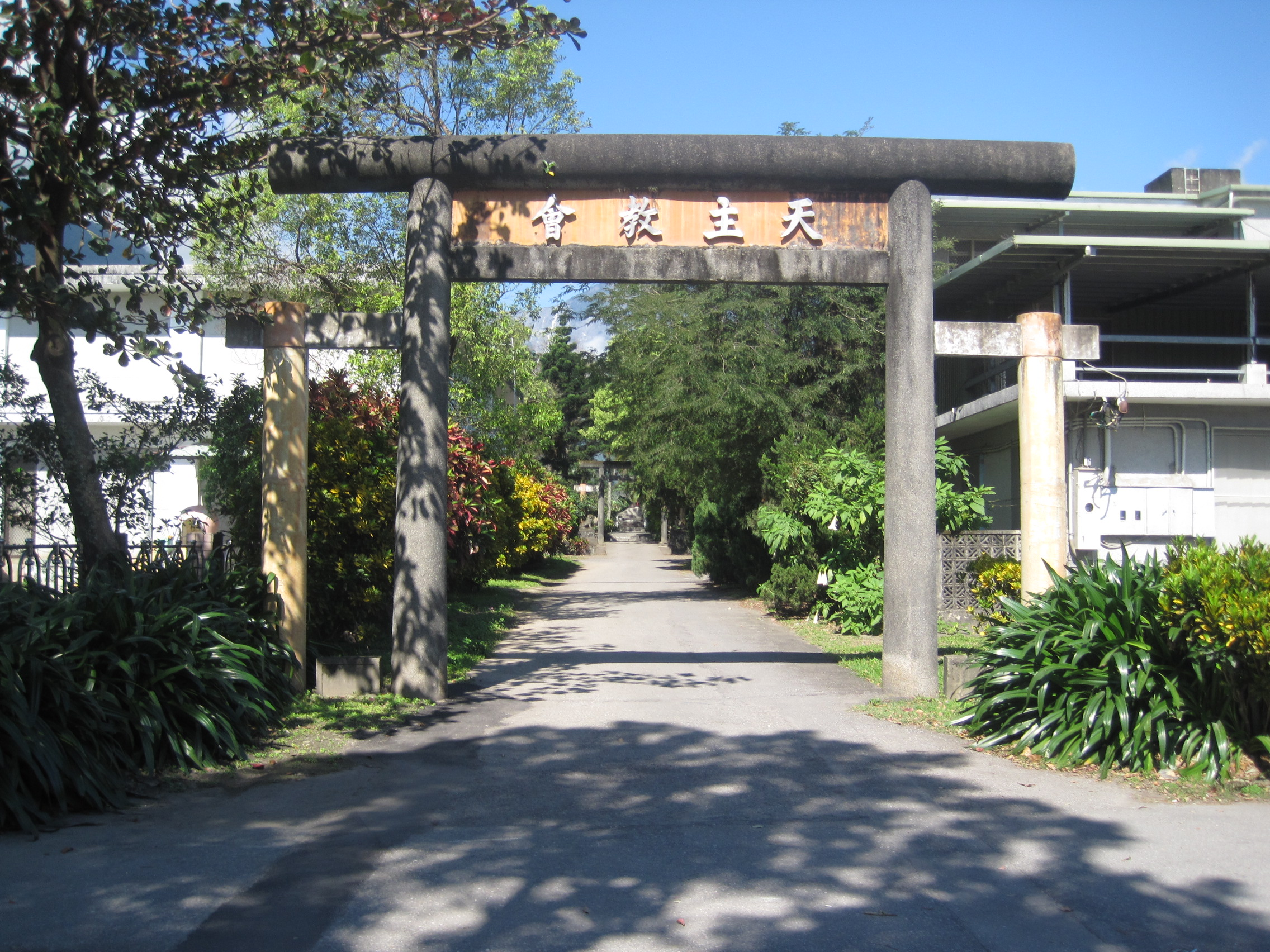
新城天主堂の正門（旧新城神社鳥居）

太魯閣国家公園（太魯閣渓谷）に最も近い鉄道駅新城（太魯閣）駅を有するため、ここを起点にサイクリングで太魯閣渓谷に向かい、併せて七星潭などの海岸地帯を観光する人も多い。
- 七星潭（中国語版）
- 七星柴魚博物館（中国語版）
- 新城亜泥鳳凰林
- 慈済静思精舎
- 原野牧場
- 新城老街
- 噶瑪蘭記念公園
- 楊英風記念公園
- 竜泉親水公園
- 園碩石翰石雕園区

## 日本との関係
2022年8月、先住民族アイヌが多数居住する北海道浦河町と友好協定を結び、12月には、郷長を含む代表団が浦河町を訪問し、交流した。